# ستيليانوس فينيتيدس
ستيليانوس فينيتيدس (باليونانية: Στέλιος Βενετίδης)‏ (19 نوفمبر 1976 لاريسا اليونان - ) هو لاعب كرة قدم يوناني، شارك في بطولة أمم أوروبا 2004.

## روابط خارجية
- ستيليانوس فينيتيدس على موقع الاتحاد الدولي (مؤرشف)  (الإنجليزية)
- ستيليانوس فينيتيدس على موقع قاعدة بيانات كرة القدم.إي يو (الإنجليزية)
- ستيليانوس فينيتيدس على موقع ناشيونال فوتبول تيمز (الإنجليزية)
- ستيليانوس فينيتيدس على موقع Soccerway.com (الإنجليزية)